# Nederlandse Vereniging voor Intensive Care
De Nederlandse Vereniging voor Intensive Care (NVIC) is een vereniging voor artsen met belangstelling voor intensivecaregeneeskunde. Zij is gevestigd in het kantoorverzamelgebouw Domus Medica in Utrecht.
De Nederlandse Vereniging voor Intensive Care is opgericht in 1977 en telt momenteel ruim 1.100 leden. De vereniging vertegenwoordigt de intensivecaregeneeskunde in Nederland in de ruimste zin des woords, en streeft voorts naar behartiging van de belangen van haar leden. De NVIC stelt landelijke richtlijnen op over verschillende organisatorische, medische en ethische aspecten van de intensieve zorg in Nederland.
In februari 2022 bereikte Diederik Gommers zijn maximale termijn als voorzitter van tweemaal drie jaar en stapte hij tevens op als lid van het Outbreak Management Team. Hierdoor is sinds februari 2022 Iwan van der Horst voorzitter van de NVIC .